# شارلوته مارتن
شارلوته مارتن (بالإنجليزية: Charlotte Martin)‏ هي عازفة بيانو وملحنة ومغنية مؤلفة ومغنية وموسيقية أمريكية، ولدت في 31 أكتوبر 1976 في تشارلستون في الولايات المتحدة.

## وصلات خارجية
- الموقع الرسمي
- شارلوته مارتن على موقع IMDb (الإنجليزية)
- شارلوته مارتن على موقع ميوزك برينز (الإنجليزية)
- شارلوته مارتن على موقع أول ميوزيك (الإنجليزية)
- شارلوته مارتن على موقع ديسكوغز (الإنجليزية)